# Ordre de bataille de l'Union lors de la bataille de Mill Springs
Les unités de l'armée de l'Union et les commandants ont combattu lors de la bataille de Mill Springs pendant la guerre de Sécession le 19 janvier 1862, près de l'actuelle communauté non-incorporée de Nancy, Kentucky (en). L'ordre de bataille confédéré est décrit séparément.

## Abréviations utilisées

### Grade militaire
- BG = Brigadier général
- Col = Colonel
- Ltc = Lieutenant Colonel
- Maj = Commandant
- Cpt = Capitaine

### Autre
- (b) = blessé
- mb = mortellement blessé
- † = tué

## First division, armée de l'Ohio

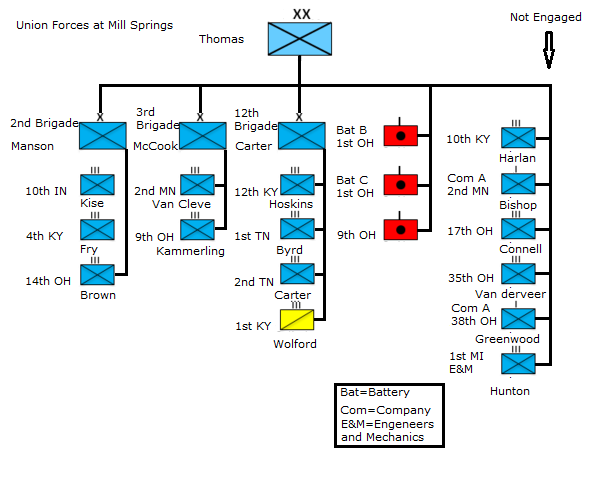
Ordre de bataille de l'Union à Mill Springs

BG George Henry Thomas
| Brigade                                              | Régiments et autres |
| ---------------------------------------------------- | --- |
| Seconde brigade Col Mahlon Dickerson Manson (en)     | - 10th Indiana (en) : Ltc William C. Kise - 4th Kentucky Infantry (en) : Col Speed Smith Fry (en) (b) - 14th Ohio Infantry (en), compagnie C : Cpt J. W. Brown                                                                              |
| Troisième brigade Col Robert Latimer McCook (en) (b) | - 2nd Minnesota Infantry (en) (9 compagnies) : Col Horatio Phillips Van Cleve (en) - 9th Ohio Infantry : Maj Gustave Kammerling |
| Douzième brigade Col Samuel Perry Carter             | - 12th Kentucky Infantry (en) : Col William A. Hoskins - 1st Tennessee Infantry (en) : Col Robert K. Byrd (en) - 2nd Tennessee Infantry (en) : Col J. P. T. Carter - 1st Kentucky Cavalry (en) (4 compagnies) : Col Frank Lane Wolford (en) |
| Artillerie                                           | - Batterie B, 1st Ohio Artillery (en) : Cpt William E. Standart - Batterie C, 1st Ohio Artillery (en) : Cpt Dennis Kenny, Jr. - 9th Ohio Battery (en) : Cpt Henry Shepard Wetmore                                                           |

### Troupes présentes à proximité mais non engagées
- 10th Kentucky Infantry (en) : Col John Marshall Harlan
- 2nd Minnesota Infantry, compagnie A : Cpt Judson Bishop (en service de piquet ; engagé lors de la poursuite vers Beech Grove)
- 17th Ohio Infantry (en) : Col John M. Connell
- 35th Ohio Infantry (en) : Col Ferdinand Van Derveer (en)
- 38th Ohio Infantry (en), compagnie A : Cpt Charles Greenwood (garde du camp ; engagé lors de la poursuite vers Beech Grove)
- 1st Michigan Engineers & Mechanics (en), Companies D, F, G: Ltc K. A. Hunton (camp guard)